# Apamea perpensa
Apamea perpensa là một loài bướm đêm thuộc họ Noctuidae. Nó được tìm thấy ở Arizona.